# Victoria Behr
Victoria Behr (* 1979 in Koblenz) ist eine deutsche Kostümbildnerin.

## Leben und Werk
Victoria Behr studierte Kostümbild bei Dirk von Bodisco an der Hochschule für angewandte Wissenschaften in Hamburg. Nach dem Studium assistierte sie am Schauspielhaus Bochum, dem Schauspielhaus Zürich, dem Opernhaus Zürich und bei den Salzburger Festspielen.
Seit 2008 arbeitet Victoria Behr als freischaffende Kostümbildnerin.
Mit der Regisseurin  Lucia Bihler, den Regisseuren Jan Bosse, Herbert Fritsch, Barrie Kosky und Antú Romero Nunes arbeitet Victoria Behr u. a. an der Volksbühne am Rosa-Luxemburg Platz, der Schaubühne am Lehniner Platz in Berlin, am Burgtheater Wien, dem Thalia Theater Hamburg, dem Deutschen Schauspielhaus Hamburg, dem Residenztheater München, dem Theater Basel, dem Theater Bremen, der Komischen Oper Berlin, bei den Salzburger Festspielen, der Bayerischen Staatsoper München, der Wiener Staatsoper, der Opéra de Lyon/ Festival d’Aix-en-Provence, dem Nationaltheater Oslo und dem Royal Opera House in London.
Für den Regisseur Benedict Andrews entwirft sie Kostüme am Young Vic Theatre in London/St. Ann’s Warehouse New York City, am Opernhaus Kopenhagen, an der Komischen Oper Berlin, dem Opernhaus Amsterdam und der English National Opera ENO.
Mit dem Regisseuren Peter Carp, Matthias Hartmann, Niklaus Helbling, Marcus Lobbes und Stefan Pucher entstanden Arbeiten u. a. am Schauspielhaus Zürich, dem Opernhaus Zürich, dem Oldenburgischen Staatstheater, dem Theater Freiburg, dem Deutschen Theater Berlin und dem Theater Oberhausen.

## Auszeichnungen
In der Kritikerumfrage der Zeitschrift Theater heute  wurde Victoria Behr bisher in sechs Jahren als „Kostümbildnerin des Jahres“ ausgezeichnet:
- 2011 für das Kostümbild von Nora, Regie Herbert Fritsch, Theater Oberhausen[3]
- 2012 für das Kostümbild von Die (s)panische Fliege, Regie Herbert Fritsch, Volksbühne am Rosa-Luxemburg-Platz, Berlin
- 2014 für das Kostümbild von Ohne Titel Nr. 1, eine Oper von Herbert Fritsch, Volksbühne am Rosa-Luxemburg-Platz, Berlin
- 2015 für das Kostümbild von derdiemann, Regie Herbert Fritsch, Volksbühne am Rosa-Luxemburg-Platz, Berlin
- 2020 für das Kostümbild von Amphitryon, Regie Herbert Fritsch, Schaubühne am Lehniner Platz, Berlin
- 2023 für das Kostümbild von "Die Eingeborenen von Maria Blut", Regie Lucia Bihler, Burgtheater Wien

Für ihre Kostüme für Frau Luna, Operette von Heinz Bolten-Baeckers mit der Musik von Paul Lincke, in der Regie von Herbert Fritsch an der Berliner Volksbühne als auch für Peter Eötvös’ Oper Drei Schwestern am Opernhaus Zürich, Regie Herbert Fritsch, wurde sie 2013 in der Kritikerumfrage der Zeitschrift Opernwelt zur „Kostümbildnerin des Jahres“ gewählt.
- 2012 Nominierung Deutscher Theaterpreis "DER FAUST", Kategorie Beste Ausstattung Bühne/ Kostüm

für das Kostümbild von "Emilia Galotti" Theater Oberhausen
- 2015 Nominierung Deutscher Theaterpreis "DER FAUST", Kategorie Beste Ausstattung Bühne/ Kostüm

für das Kostümbild von derdiemann, Volksbühne am Rosa-Luxemburg-Platz, Berlin
- Verleihung des Nestroy-Theaterpreises 2024: Beste Ausstattung für Die Verwandlung am Burgtheater/Akademietheater[5]